# سلحفاة شرقية طويلة الرقبة
السلحفاة الشرقية طويلة الرقبة (الاسم العلمي: Chelodina longicollis) هي نوع من السلاحف من فصيلة السلاحف العنقوية.

## التوزيع
وجدت هذه الأنواع حصريا على جزيرة روتا وكذلك في الجزء الشرقي من تيمور، كما تم العثور عليها في كوينزلاند، نيو ساوث ويلز ثم في فيكتوريا بجنوب أستراليا. عموما فهذه الأنواع من السلاحف غير موجود ومنشترة في الكثير من المناطق مما يعني أنه من النادر العثور عليها في غير تلك المناطق.
تتمركز هذه السلاحف في البرك المائية الهادئة (بما في ذلك الخزانات)، كما تتواجد على سطح المناطق الرملية وفي الجذوع وكذلك الصخور وحواف المياه قصد الاستحماء بالشمس.

## الوصف

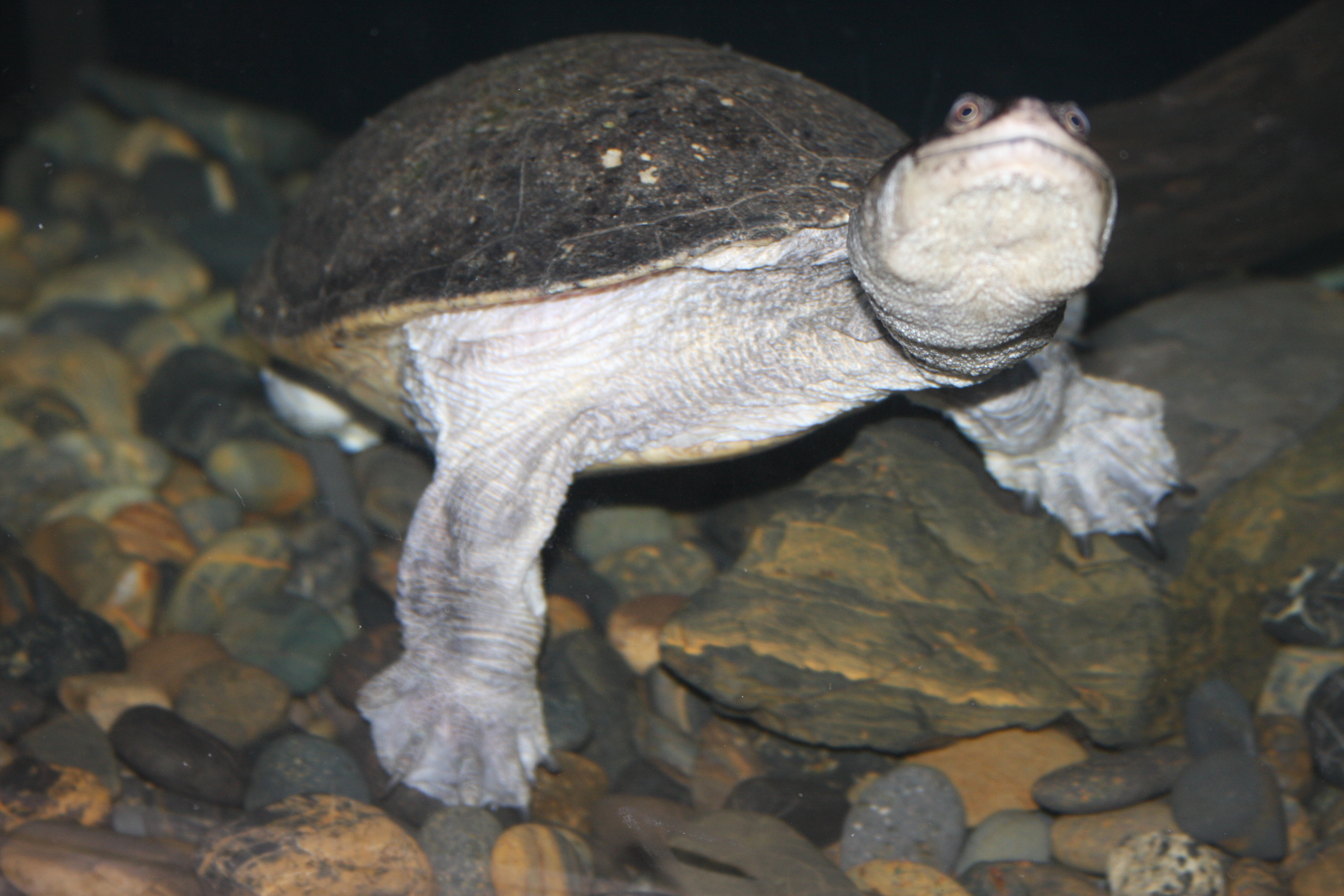
Chelodina longicollis

تعتبر هذه الأنواع من السلاحف شبه مائية، كما تفضل المياه العذبة.
تتوفر على درع يصل طوله ما بين 20 سنتيمتر و30 سنتيمتر، ذو لون بني داكن أو أسود مع قليل من الأصفر على الجبهة أو الأبيض، كما تتميز برأس صغير وعلى النقيض من ذلك فهي تتوفر على رقبة مغطاة بدرنات كبيرة وطويلة نوعا ما حيث تصل أحيانا إلى طول الدرع الذي يتمكن من إعادة الرأس في حالة الإحساس والشعور بالخطر، أما الجفون فهي شفافة كما أن ذيلها قصير جدا وتتمتع بقدم مع مخالب قوية مما يمكنها ويسمح لها بالسباحة، الحفر في الرمال وغير ذلك من أعمالها الضرورية.
وسيلة دفاع هذا النوع من السلاحف غريبة نوعا ما، حيث أنها عند الشعور بالتهديد تعمل على إسالة دموعها التي هي عبارة عن سائل كريه الرائحة إلى حد ما مما يفرض على المهاجم الابتعاد عنها.

## النمط الغذائي
تعتبر السلحفاة الشرقية طويلة الرقبة منآكلات اللحوم، حيث تتغذى على الحشرات والديدان والضفادع والأسماك الصغيرة أو القشريات والرخويات.

## التوالد
في بداية الصيف، فإن الأنثى تضع 8 إلى 20 بيضة في الرمل على حافة المياه، ثم تنتظر ما بين ثلاثة إلى خمسة أشهر لتخرج بعد ذلك السلاحف الصغيرة والتي تكون غالبا فريسة سهلة للطيور والأسماك. كما تجدر الإشارة إلى أن الأنثى تضع من 2 إلى 3 مرات في السنة.
في حالة التهجين، فإن السلاحق الشرقية طويلة الرقبة تستطيع العيش في في حالة تهجينها مع Emydura subglobosa وهذا ما أكدته تجربة كل مه فريتز وبور عام 1995. أما في حالة تهجينها مع أنواع أخرى على غرار Chelodina mccordi أو Chelodina novaeguineae فإن قابلية عيشها تكون ضئيلة بدرجة كبيرة وفي الغالب لا تنجح.

## معرض صور

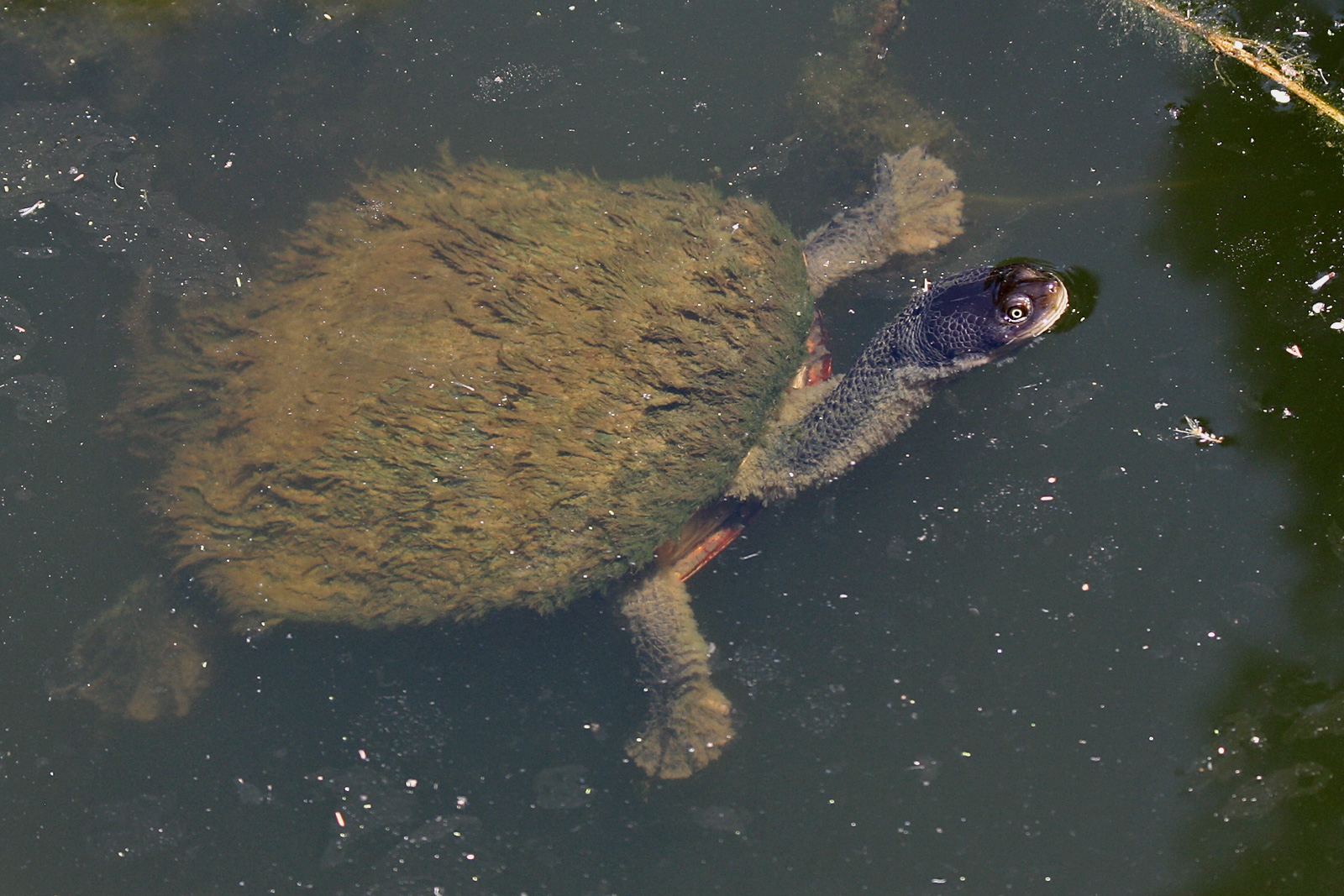
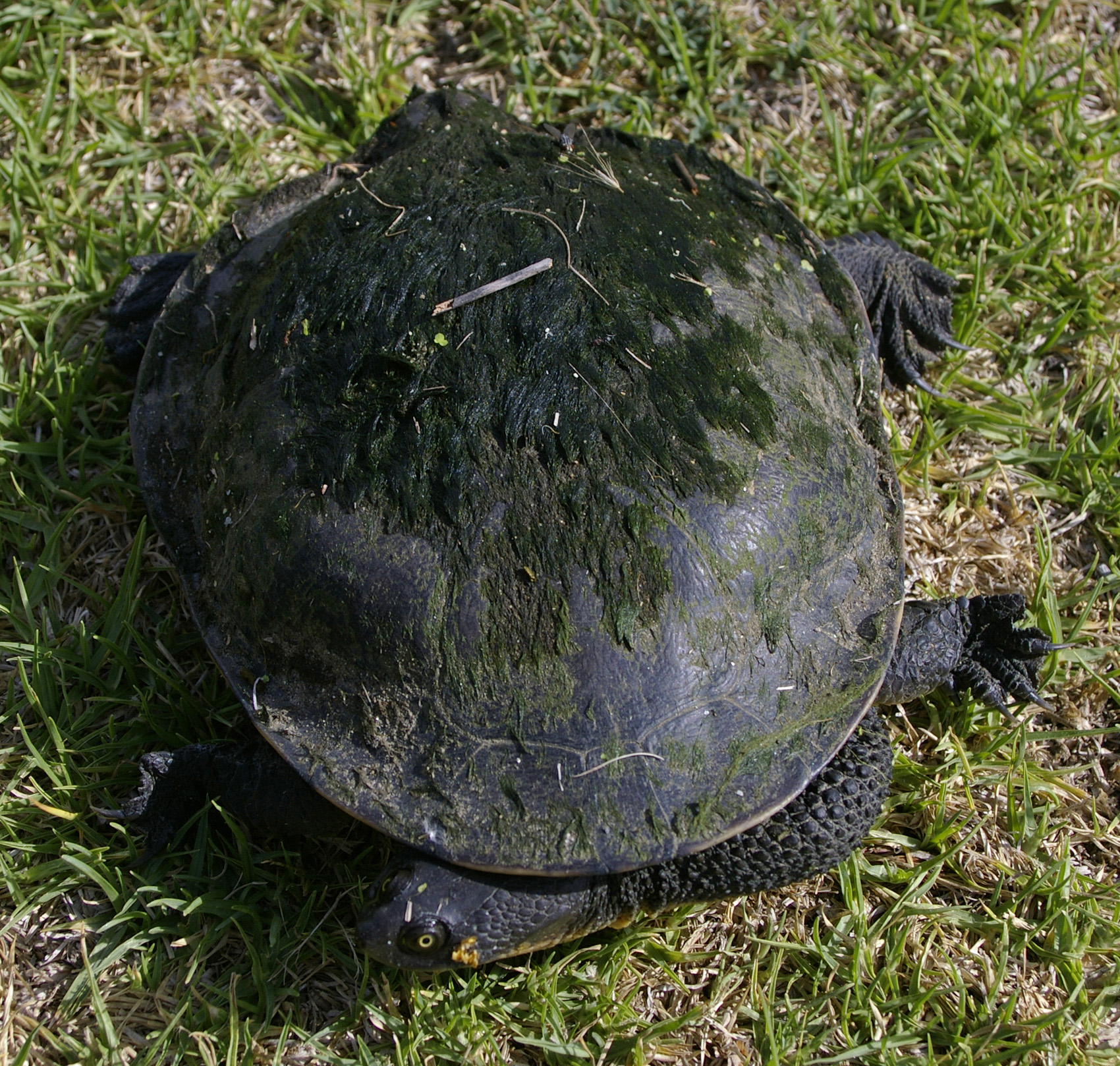
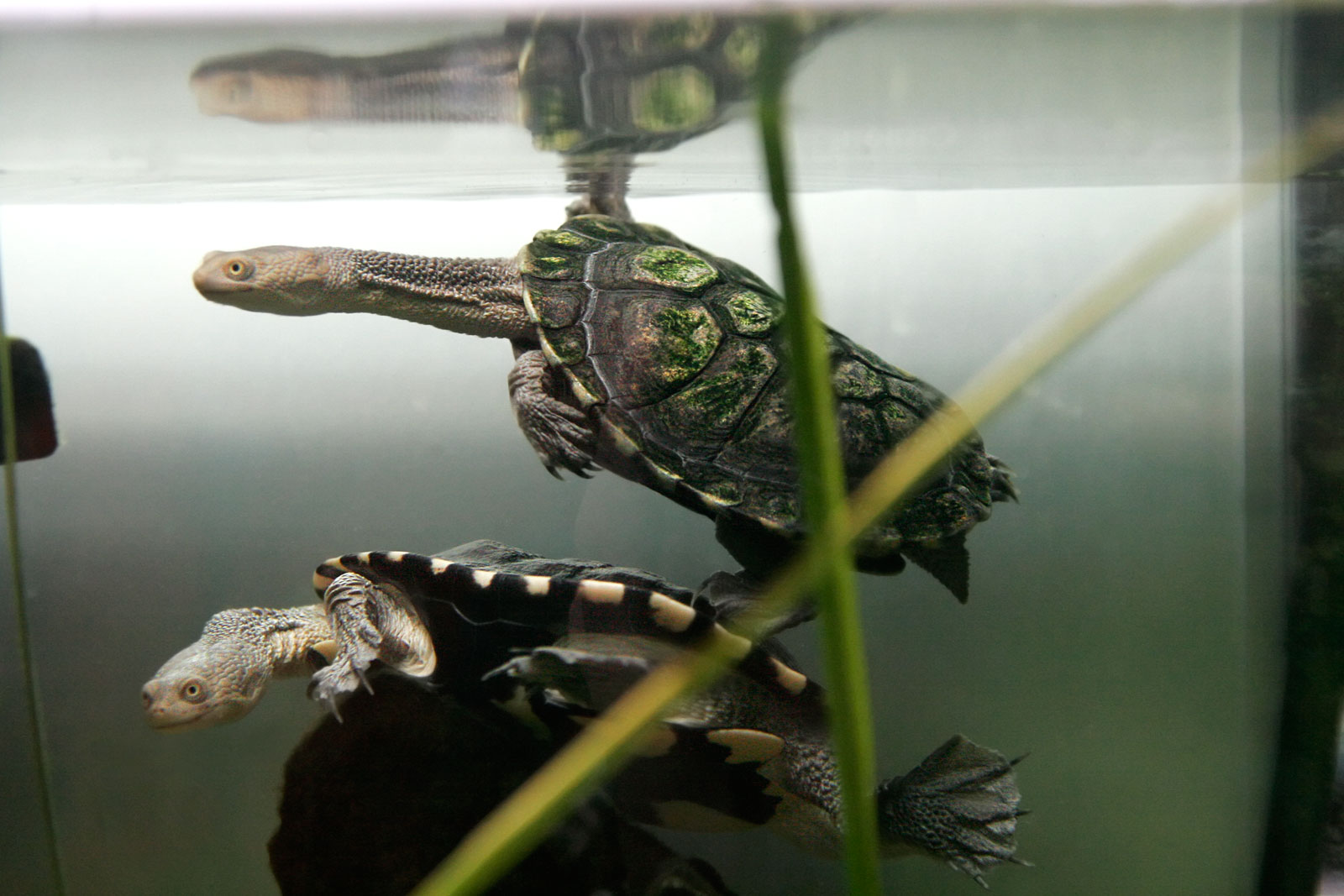
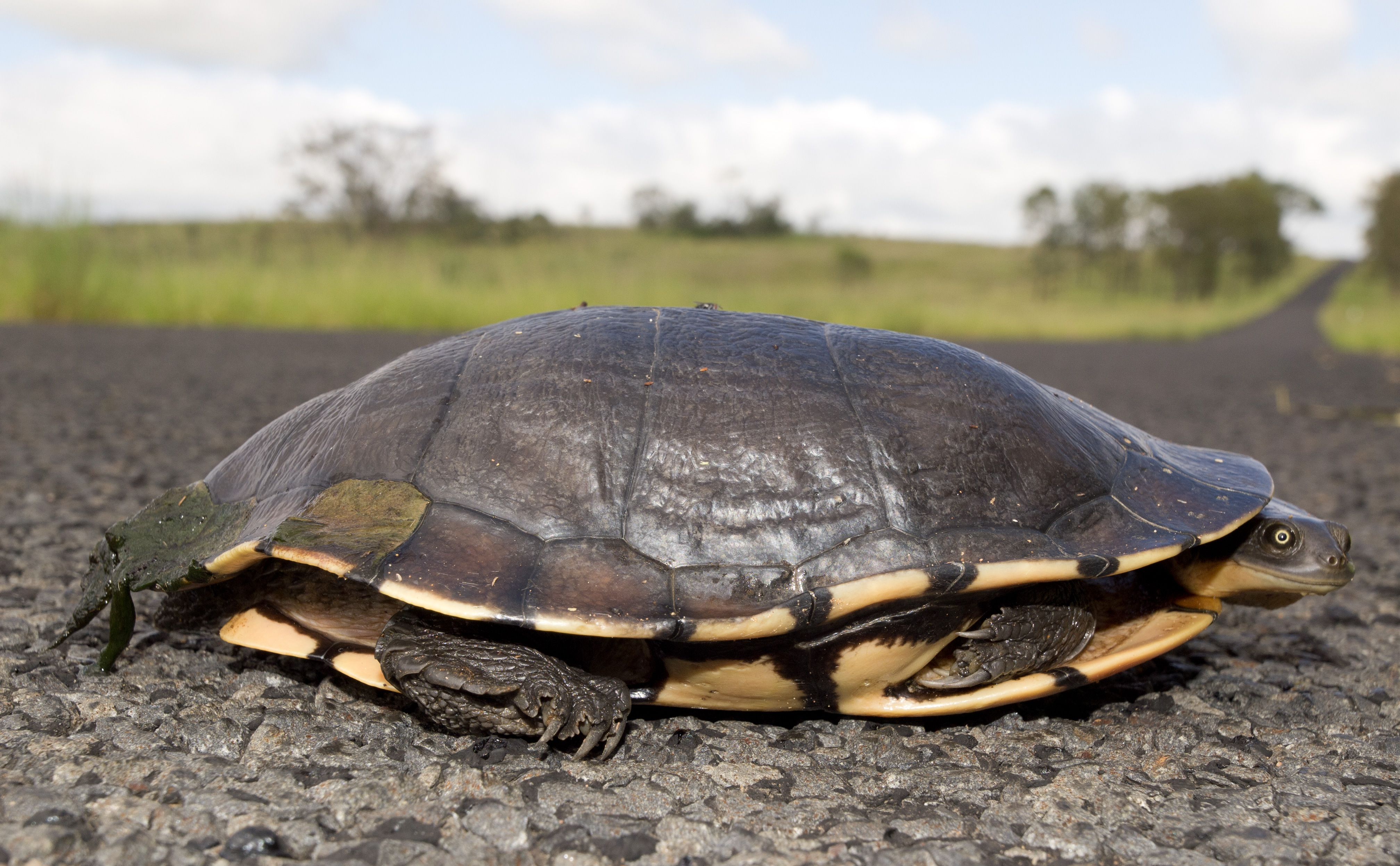

## وصلات خارجية
- التنوع الحيواني على شبكة الإنترنت : Chelodina longicollis (إنجليزية)
- دليل الحياة :  Chelodina longicollis  شو 1794 (إنجليزية)
- (بالfr+en) مرجع نظام المعلومات التصنيفية المتكامل (ITIS) : Chelodina longicollis (Shaw, 1794)
- المركز الوطني لمعلومات التقانة الحيوية : Chelodina longicollis (إنجليزية)
- Reptarium الزواحف قاعدة البيانات : Chelodina longicollis (شو 1794) (إنجليزية)
- TFTSG : تصنيف v7 2014 [PDF](عربية)
- سلاحف العالم : Chelodina longicollis (إنجليزية)